# 74e cérémonie des British Academy Film Awards
La 74e cérémonie des British Academy Film Awards, organisée par la British Academy of Film and Television Arts (BAFTA), a eu lieu le 11 avril 2021 au Royal Albert Hall pour récompenser les films sortis en 2020. 
Les nominations sont dévoilées le 9 mars 2021. Les films Nomadland et Rocks sont les plus nommés, avec 7 nominations.

## Palmarès
Le palmarès provient du site officiel des BAFTA

### Meilleur film
Note : la catégorie du meilleur film récompense les producteurs.
- Nomadland
  - The Father
  - Promising Young Woman
  - Désigné Coupable
  - Les Sept de Chicago

### Meilleur film britannique
Note : la catégorie du meilleur film britannique récompense les producteurs.
- Promising Young Woman
  - The Dig
  - The Father
  - Désigné coupable 
  - His House
  - Limbo
  - Calm with Horses
  - Mogul Mowgli
  - Rocks
  - Saint Maud

### Meilleur réalisateur
- Chloé Zhao pour Nomadland
  - Thomas Vinterberg pour Drunk
  - Shannon Murphy pour Milla
  - Lee Isaac Chung pour Minari
  - Jasmila Žbanić pour Quo vadis, Aida ?
  - Sarah Gavron pour Rocks

### Meilleur acteur
- Anthony Hopkins pour son rôle de Anthony dans The Father
  - Chadwick Boseman pour son rôle de Levee Green dans Le Blues de Ma Rainey
  - Adarsh Gourav pour son rôle de Balram Halwai dans Le Tigre Blanc
  - Riz Ahmed pour son rôle de Ruben Stone dans Sound of Metal
  - Mads Mikkelsen pour son rôle de Martin dans Drunk
  - Tahar Rahim pour son rôle de Mohamedou Ould Salahi dans Désigné Coupable

### Meilleure actrice
- Frances McDormand pour son rôle de Fern dans Nomadland
  - Radha Blank pour son rôle de Radha dans The 40-Year-Old Version
  - Vanessa Kirby pour son rôle de Martha Weiss dans Pieces of a Woman
  - Bukky Bakray pour son rôle de Olushola "Rocks" Omotoso dans Rocks
  - Wunmi Mosaku pour son rôle de Rial dans His House
  - Alfre Woodard pour son rôle de Bernadine Williams dans Clemency

### Meilleur acteur dans un second rôle
- Daniel Kaluuya pour son rôle de Fred Hampton dans Judas and the Black Messiah
  - Barry Keoghan pour son rôle de Dymphna dans Calm with Horses
  - Alan Kim (en) pour son rôle de David Yi dans Minari
  - Leslie Odom Jr pour son rôle de Sam Cooke dans One Night in Miami
  - Clarke Peters pour son rôle de Otis dans Da 5 Bloods : Frères de sang
  - Paul Raci pour son rôle de Joe dans Sound of metal

### Meilleure actrice dans un second rôle
- Youn Yuh-jung pour son rôle de Soon-ja dans Minari
  - Kosar Ali pour son rôle de Sumaya dans Rocks
  - Maria Bakalova pour son rôle de Tutar Sagdiyev dans Borat, nouvelle mission filmée
  - Dominique Fishback pour son rôle de Deborah Johnson dans Judas and the Black Messiah
  - Ashley Madekwe pour son rôle de Toni dans County Lines
  - Niamh Algar pour son rôle de Ursula dans Calm with Horses

### Meilleur scénario original
- Promising Young Woman - Emerald Fennell
  - Drunk - Tobias Lindholm et Thomas Vinterberg
  - Mank - Jack Fincher
  - Rocks - Theresa Ikoko et Claire Wilson
  - Les Sept de Chicago - Aaron Sorkin

### Meilleur scénario adapté
- The Father - Florian Zeller et Christopher Hampton, d'après la pièce éponyme de Florian Zeller
  - The Dig - Moira Buffini, d'après le roman éponyme de John Preston
  - Désigné Coupable - M.B. Traven, Rory Haines et Sohrab Noshirvani, d'après Les carnets de Guantánamo de Mohamedou Ould Salahi
  - Nomadland - Chloé Zaho, d'après Nomadland: Surviving America in the Twenty-First Century de Jessica Bruder
  - Le Tigre Blanc - Ramin Bahrani, d'après le roman éponyme de Aravind Adiga

### Meilleurs décors
- Mank - Donald Graham Burt et Jan Pascale
  - The Father - Peter Francis et Cathy Featherstone
  - The Dig - Maria Djurkovic et Tatiana Macdonald
  - La Mission - David Crank et Elizabeth Keenan
  - Rebecca - Sarah Greenwood et Katie Spencer

### Meilleurs costumes
- Le Blues de Ma Rainey - Ann Roth
  - The Dig - Alice Babidge
  - Emma - Alexandra Byrne
  - Ammonite - Michael O'Connor
  - Mank - Trish Summerville

### Meilleurs maquillages et coiffures
- Le Blues de Ma Rainey - Matiki Anoff, Larry M. Cherry, Sergio Lopez-Rivera et Mia Neal
  - Une ode américaine - Patricia Dehaney, Eryn Krueger Mekash et Matthew Mungle
  - The Dig - Jenny Shircore
  - Mank - Kimberley Spiteri et Gigi Williams
  - Pinocchio - Mark Coulier

### Meilleure photographie
- Nomadland - Joshua James Richards
  - Mank - Erik Messerschmidt
  - Désigné coupable - Alwin H. Küchler
  - La Mission - Dariusz Wolski
  - Judas and the Black Messiah - Sean Bobbitt

### Meilleur montage
- Sound of Metal - Mikkel E.G. Nielsen
  - Nomadland - Chloé Zaho
  - Promising Young Woman - Frédéric Thoraval
  - The Father - Yorgos Lamprinos
  - Les Sept de Chicago - Alan Baumgarten

### Meilleurs effets visuels
- Tenet - Scott Fisher, Andrew Jackson et Andrew Lockley
  - Minuit dans l'univers - Matt Kasmir, Chris Lawrence et David Watkins
  - Mulan - Sean Faden, Steve Ingram, Anders Langlands et Seth Maury
  - Le Seul et Unique Ivan -  Santiago Colomo Martinez, Nick Davis et Greg Fisher
  - USS Greyhound : La Bataille de l'Atlantique - Pete Bebb, Nathan McGuinness et Sebastian von Overheidt

### Meilleur son
- Sound of Metal - Jaime Baksht, Nicolas Becker, Phillip Bladh, Carlos Cortés et Michelle Couttolenc
  - La Mission - Michael Fentum, William Miller, Mike Prestwood Smith, John Pritchett et Oliver Tarney
  - Nomadland -  Sergio Diaz, Zach Seivers et M. Wolf Snyder
  - Soul - Coya Elliott, Ren Klyce et David Parker
  - USS Greyhound : La Bataille de l'Atlantique

### Meilleure musique de film
- Soul - Jon Batiste, Trent Reznor et Atticus Ross
  - Minari - Emile Mosseri
  - La Mission - James Newton Howard
  - Promising Young Woman - Anthony Willis
  - Mank - Trent Reznor et Atticus Ross

### Meilleur film en langue étrangère
- Drunk de Thomas Vinterberg –  Danemark
  - Dear Comrades de Andreï Kontchalovski –  Russie
  - Les Misérables de Ladj Ly –  France
  - Minari de Lee Isaac Chung –  États-Unis
  - Quo vadis, Aida ? de Jasmila Žbanić –  Bosnie-Herzégovine

### Meilleur film d'animation
- Soul - Pete Docter
  - En Avant - Dan Scanlon
  - Le Peuple Loup - Tomm Moore et  Ross Stewart

### Meilleur film documentaire
- My Octopus Teacher: la sagesse de la pieuvre - James Reed et Pippa Ehrlich
  - David Attenborough : une vie sur notre planète - Jonathan Hughes, Alastair Fothergill et Keith Scholey
  - The Dissident - Bryan Fogel
  - L'affaire Colectiv - Alexander Nanau
  - Derrière nos écrans de fumée - Jeff Orlowski

### Meilleur court métrage
- The Present - Farah Nabulsi
  - Lizard - Akinola Davies, Rachel Dargavel et Wale Davies
  - Lucky Break - John Addis et Rami Sarras Pantoja
  - Miss Curvy - Ghada Eldemellawy
  - Eyelash - Jesse Lewis Reece et Ike Newman

### Meilleur court métrage d'animation
- The Owl and the Pussycat - Mole Hill, Laura Duncalf
  - The Fire Next Time - Renaldho Pelle, Yanling Wang et Kerry Jade Kolbe
  - The Song of a Lost Boy - Daniel Quirke, Jamie MacDonald et Brid Arnstein

### Meilleur nouveau scénariste, réalisateur ou producteur britannique
- Remi Weekes (scénariste/réalisateur) – His House
  - Ben Sharrock (scénariste/réalisateur) et Irune Gurtubai (productrice) – Limbo
  - Jack Sidey (scénariste/producteur) – Moffie
  - Theresa Ikoko et Claire Wilson (scénaristes) – Rocks
  - Rose Glass (scénariste/réalisatrice) et Oliver Kassman (producteur) – Saint Maud

### Meilleur casting
- Rocks - Lucy Pardee (en)  
  - Judas and the Black Messiah - Alexa L. Fogel
  - Minari - Julia Kim
  - Promising Young Woman - Lindsay Graham-Ahanonu et Mary Vernieu
  - Calm with Horses (en) - Shaheen Baig

### EE Rising Star Award
Meilleur espoir, résultant d'un vote du public.
- Bukky Bakray
  - Conrad Khan
  - Kingsley Ben-Adir
  - Morfydd Clark
  - Sope Dirisu

## Statistiques

### Nominations multiples
- 7 : Nomadland, Rocks
- 6 : The Father, Mank, Minari, Promising Young Woman
- 5 : Désigné Coupable, The Dig
- 4 : Drunk, Calm With Horses, Judas and the Black Messiah, La Mission, Sound of Metal
- 3 : His House, Les Sept de Chicago, Soul, Le Blues de Ma Rainey
- 2 : USS Greyhound : La Bataille de l'Atlantique, Limbo, Quo vadis, Aida ?, Saint Maud, Le Tigre Blanc

### Récompenses multiples
- 4 : Nomadland
- 2 : The Father, Promising Young Woman, Sound of Metal, Soul, Le Blues de Ma Rainey